# Miconia icosandra
Miconia icosandra är en tvåhjärtbladig växtart som beskrevs av Henry Allan Gleason. Miconia icosandra ingår i släktet Miconia och familjen Melastomataceae. Inga underarter finns listade i Catalogue of Life.